# Phytomyza tlingitica
Phytomyza tlingitica är en tvåvingeart som beskrevs av Griffiths 1973. Phytomyza tlingitica ingår i släktet Phytomyza och familjen minerarflugor. Inga underarter finns listade i Catalogue of Life.